# Blastodacna rossica
Blastodacna rossica — вид лускокрилих комах родини злакових молей-мінерів (Elachistidae).

## Поширення
Вид поширений у Середній Азії, західній частині Закавказзя та на півдні України (у Криму).

## Опис
Розмах крил 9-13 мм. Передні крила забарвлені темно-чорним і білим кольором і змішані чіткими чорно-коричневими смугами. У реберній складці є нечітка помаранчево-коричнева лінія. Внутрішній край крил брудно-білий з домішкою темного.

## Спосіб життя
Метелики літають з кінця травня по серпень в Криму і з квітня по травень в Центральній Азії. Є одне покоління на рік. Личинки живляться молодими пагонами яблуні та груші. Личинки зимують і заляльковуються навесні наступного року.